# Wagner (Bahía)
Wagner es un municipio brasileño del estado de Bahía. Se localiza a una latitud 12°17′13″ sur y a una longitud 41º10'06" oeste, estando a 390 km de la capital del estado, Salvador. Según el censo del IBGE del año 2010, la población era de 37 287 habitantes. Posee un área de 417,595 km².